# Liste der Baudenkmäler in Sinzing
Auf dieser Seite sind die Baudenkmäler in der Oberpfälzer Gemeinde Sinzing zusammengestellt. Diese Tabelle ist eine Teilliste der Liste der Baudenkmäler in Bayern. Grundlage ist die Bayerische Denkmalliste, die auf Basis des Bayerischen Denkmalschutzgesetzes vom 1. Oktober 1973 erstmals erstellt wurde und seither durch das Bayerische Landesamt für Denkmalpflege geführt wird. Die folgenden Angaben ersetzen nicht die rechtsverbindliche Auskunft der Denkmalschutzbehörde.

## Baudenkmäler nach Ortsteilen

### Sinzing
| Lage                                      | Objekt                                              | Beschreibung | Akten-Nr.     | Bild                |
| ----------------------------------------- | --------------------------------------------------- | --- | ------------- | ------------------- |
| 5851 Regensburg – Ingolstadt (Standort)   | Eisenbahnbrücke                                     | Fünfjochiger Sandstein-Bogenbau, um 1870 | D-3-75-199-1  | Eisenbahnbrücke     |
| Donaustraße 11; Donaustraße 13 (Standort) | Ehemaliges Bauernhaus                               | Zweigeschossiger Walmdachbau mit Zwerchhaus und Seitenflügel mit Satteldach; Restabschnitte der Hofmauer; 18. Jahrhundert | D-3-75-199-2  | BW                  |
| Donaustraße 21 (Standort)                 | Ehemaliger Amtshof, sogenannter Ammenhof            | Zweigeschossiger und giebelständiger Halbwalmdachbau, nach 1784 | D-3-75-199-3  | BW                  |
| Donaustraße 27; Donaustraße 28 (Standort) | Ehemaliges Fischer- und Überführerhaus              | Eingeschossiger und giebelständiger Satteldachbau mit Quadermauerwerk, 17./18. Jahrhundert, im Kern wohl älter | D-3-75-199-4  | BW                  |
| Fährenweg 1 (Standort)                    | Ehemaliges Forstamt                                 | Eingeschossiger und giebelständiger, gestelzter Satteldachbau mit Flügel, Krüppelwalmdach und Erker, um 1900 | D-3-75-199-5  | Ehemaliges Forstamt |
| Laberstraße 2 (Standort)                  | Ehemalige katholische Pfarrkirche Mariä Himmelfahrt | Jetzt Friedhofskirche, Chorturmkirche mit Zeltdach, mittelalterlich, mit Veränderungen im 17./18. Jahrhundert; mit Ausstattung und Resten einer Figurenstele am Chor, spätgotisch, bezeichnet 1492; Friedhofsmauer, mittelalterlich, mit zwei Nischen mit den Figuren Christi in der Rast und des hl. Johannes Nepomuk, 18. Jahrhundert | D-3-75-199-6  | weitere Bilder      |
| Laberstraße 3 (Standort)                  | Gasthaus                                            | Zweigeschossiger und traufständiger Halbwalmdachbau, wohl 18. Jahrhundert | D-3-75-199-7  | Gasthaus            |
| Laberstraße 5 (Standort)                  | Wohnhaus                                            | Eingeschossiger Zweiflügelbau mit giebelständigem Fußwalmdachbau und traufständigem Satteldachbau, 19. Jahrhundert | D-3-75-199-8  | Wohnhaus            |
| Laberstraße 50 (Standort)                 | Gartenvilla                                         | Zweigeschossiger und giebelständiger Halbwalmdachbau mit Treppenturm, Eckerker und Zwerchhaus, um 1900 | D-3-75-199-9  | Gartenvilla         |
| Landschrannenfeld (Standort)              | Wegkreuz                                            | Steinkreuz mit Dreipassenden und doppelseitigem Relief mit Kruzifixus und Christophorus, bezeichnet 1768, auf gestuftem Sockel von 1890 | D-3-75-199-48 | BW                  |

### Alling
| Lage                                           | Objekt                              | Beschreibung | Akten-Nr.     | Bild                           |
| ---------------------------------------------- | ----------------------------------- | --- | ------------- | ------------------------------ |
| Am Röth 19 (Standort)                          | Villa, sogenanntes Gelbes Haus      | Zweigeschossiger und gegliederter Walmdachbau mit Treppenhausrisalit, Krüppelwalmdächern, Fachwerk und Putzgliederungen, Jugendstil, Ende 19. Jahrhundert                | D-3-75-199-15 | Villa, sogenanntes Gelbes Haus |
| Labertalstraße 6; Labertalstraße 6a (Standort) | Wohnhaus                            | Eingeschossiger Mansardwalmdachbau mit Zwerchhaus, um 1910 | D-3-75-199-12 | BW                             |
| Labertalstraße 9 (Standort)                    | Bauernhaus                          | Zweigeschossiger und giebelständiger Satteldachbau mit Giebelverbretterung und Schroten, 18./19. Jahrhundert                                                             | D-3-75-199-13 | weitere Bilder                 |
| Labertalstraße 9a (Standort)                   | Katholische Filialkirche St. Martin | Saalbau mit eingezogenem Chor, Dachreiter mit Zeltdach und Schindeldeckung, 14. Jahrhundert mit späteren Umbauten; mit Ausstattung; Friedhofsmauer, wohl mittelalterlich | D-3-75-199-11 | weitere Bilder                 |
| Schloßbergstraße 5 (Standort)                  | Landhaus                            | Dreigeschossiger und traufständiger Halbwalmdachbau mit Fachwerk, polygonalem Turmerker, Erkern und Altane, Heimatstil, um 1925                                          | D-3-75-199-14 | BW                             |

### Bergmatting
| Lage                           | Objekt                                | Beschreibung | Akten-Nr.     | Bild                                  |
| ------------------------------ | ------------------------------------- | --- | ------------- | ------------------------------------- |
| Rosengartenstraße 4 (Standort) | Katholische Filialkirche St. Leodegar | Saalbau mit Flankenturm und Zeltdach, 13./14. Jahrhundert, Langhaus barock verändert; mit Ausstattung; Friedhofsmauer, wohl mittelalterlich | D-3-75-199-16 | Katholische Filialkirche St. Leodegar |

### Bruckdorf
| Lage                       | Objekt                       | Beschreibung | Akten-Nr.     | Bild                         |
| -------------------------- | ---------------------------- | --- | ------------- | ---------------------------- |
| Bruckdorf 8 (Standort)     | Bauernhaus                   | Ehemaliges Wohnstallhaus, eingeschossiger und traufständiger Satteldachbau, mit Stadel, verbretterter Ständerbau, erste Hälfte 19. Jahrhundert | D-3-75-199-18 | Bauernhaus                   |
| Bruckdorf 10 (Standort)    | Bauernhaus                   | Zweigeschossiger Satteldachbau mit Schrot und Giebelverbretterung, 18. Jahrhundert                                                             | D-3-75-199-19 | Bauernhaus                   |
| Bruckdorf 11 (Standort)    | Katholische Kirche Hl. Kreuz | Chorturmkirche mit abgewalmtem Satteldach und Schindeldeckung, Weihe 1052, Verlängerung nach Westen um 1710/20; mit Ausstattung                | D-3-75-199-17 | Katholische Kirche Hl. Kreuz |
| Haselbrunnteile (Standort) | Burgruine                    | Mauerreste eines fünfeckigen Turms und anderer Bauten, Bruchstein- und Quadermauerwerk, 13. Jahrhundert; mit Halsgraben                        | D-3-75-199-20 | weitere Bilder               |

### Dürnstetten
| Lage                     | Objekt     | Beschreibung                                                              | Akten-Nr.     | Bild |
| ------------------------ | ---------- | ------------------------------------------------------------------------- | ------------- | ---- |
| Dürnstetten 3 (Standort) | Bauernhaus | Zweigeschossiger und traufständiger Halbwalmdachbau, 18. /19. Jahrhundert | D-3-75-199-21 | BW   |

### Eilsbrunn
| Lage                                                      | Objekt                               | Beschreibung | Akten-Nr.     | Bild                               |
| --------------------------------------------------------- | ------------------------------------ | --- | ------------- | ---------------------------------- |
| Buchsteinweg 1 (Standort)                                 | Wohnhaus, sogenanntes Stifterhäusl   | Eingeschossiger und traufständiger Satteldachbau, Ende 18. Jahrhundert | D-3-75-199-25 | Wohnhaus, sogenanntes Stifterhäusl |
| Regensburger Straße 3 (Standort)                          | Gasthaus                             | Zweigeschossiger Mansardwalmdachbau mit Aufzugsgaube, 18. Jahrhundert, im Kern wohl älter, bezeichnet 1665, um 1839 (bezeichnet) überformt und um zweigeschossigen Satteldachbau verlängert, Gaststube im Altbau mit Ausstattung der ersten Hälfte des 20. Jahrhunderts; Nebengebäude, zweigeschossiger Satteldachbau mit Festsaal im Erdgeschoss, 1902; mit Ausstattung | D-3-75-199-22 | Gasthaus                           |
| Regensburger Straße 10 (Standort)                         | Pfarrhaus                            | Zweigeschossiger und zweiflügeliger Walmdachbau mit Schieferdeckung, 1806 | D-3-75-199-23 | Pfarrhaus                          |
| Regensburger Straße 12; Regensburger Straße 14 (Standort) | Katholische Pfarrkirche St. Wolfgang | Saalbau mit Querhaus, abgewalmtem Satteldach, Westturm mit Zwiebelhaube und Putzgliederungen, Langhaus romanisch, Westturm 1749, Querhaus und Apsis 19. Jahrhundert; mit Ausstattung; Friedhofsmauer, wohl 16./17. Jahrhundert | D-3-75-199-24 | weitere Bilder                     |

### Grafenried
| Lage                    | Objekt                        | Beschreibung | Akten-Nr.     | Bild |
| ----------------------- | ----------------------------- | --- | ------------- | ---- |
| Brunnfeld (Standort)    | Grenzstein                    | Grenzstein mit Regensburger Wappen, 17./18. Jahrhundert | D-3-75-199-45 | BW   |
| Grafenried 1 (Standort) | Gutshaus, sogenannter Gorihof | Zweigeschossiger Satteldachbau mit verbretterten Giebelschroten und gewölbtem Stall, um 1690, im Kern vielleicht älter, Umgestaltung im Heimatstil, nach 1900 | D-3-75-199-26 | BW   |

### Kleinprüfening
| Lage                            | Objekt                                               | Beschreibung | Akten-Nr.     | Bild           |
| ------------------------------- | ---------------------------------------------------- | --- | ------------- | -------------- |
| Mariaorter Straße (Standort)    | Figur des hl. Johannes Nepomuk                       | Auf polygonalem Pfeiler, zweite Hälfte 19. Jahrhundert | D-3-75-199-29 | weitere Bilder |
| Mariaorter Straße 7 (Standort)  | Bauernhaus                                           | Eingeschossiger und giebelständiger Satteldachbau mit Zwerchhaus, 19. Jahrhundert                                                                                           | D-3-75-199-27 | weitere Bilder |
| Mariaorter Straße 17 (Standort) | Ehemaliges Gasthaus und landwirtschaftliches Anwesen | Zweigeschossiger und giebelständiger Bruchsteinbau mit flach geneigtem Satteldach, 1613 (dendrochronologisch datiert), Ausbau im 18. Jahrhundert und frühen 19. Jahrhundert | D-3-75-199-28 | weitere Bilder |

### Mariaort
| Lage                     | Objekt                             | Beschreibung | Akten-Nr.     | Bild           |
| ------------------------ | ---------------------------------- | --- | ------------- | -------------- |
| Flur Mariaort (Standort) | Kalvarienbergkirche Hl. Kreuz      | Gestelzter Saalbau mit Walmdach und Rahmengliederungen, barock, 1714/15; mit Ausstattung | D-3-75-199-32 | weitere Bilder |
| Mariaort 1 (Standort)    | Ehemaliges Schulhaus               | Zweigeschossiger Walmdachbau, erste Hälfte 19. Jahrhundert | D-3-75-199-30 | weitere Bilder |
| Mariaort 3 (Standort)    | Wallfahrtskirche Mariä Himmelfahrt | Saalbau mit eingezogenem Chor, Flankenturm mit Welscher Haube und Rahmengliederungen, frühklassizistisch, 1774–76 unter Verwendung des ehemaligen Chores, jetzt Sakristei, Mitte 15. Jahrhundert, und des mittelalterlichen Turmes; mit Ausstattung; Friedhofsmauer, 17./18. Jahrhundert; Seelenkapelle, kleiner Satteldachbau, wohl um 1860 | D-3-75-199-31 | weitere Bilder |

### Minoritenhof
| Lage                      | Objekt                                       | Beschreibung | Akten-Nr.     | Bild |
| ------------------------- | -------------------------------------------- | --- | ------------- | ---- |
| Minoritenhof 1 (Standort) | Ehemaliger Gutshof, sogenannter Minoritenhof | Wohnhaus, zweigeschossiger Walmdachbau mit Aufzugsgaube, bezeichnet 1754; Stadel, traufständiger Satteldachbau mit Hoftor und -mauer; ehemaliger Stall, eingeschossiger abgewalmter Satteldachbau; ehemaliger Stall, eingeschossiger Satteldachbau; im Kern 18. Jahrhundert | D-3-75-199-10 | BW   |

### Niederviehhausen
| Lage                       | Objekt                     | Beschreibung                                                                            | Akten-Nr.     | Bild           |
| -------------------------- | -------------------------- | --------------------------------------------------------------------------------------- | ------------- | -------------- |
| Nähe Turmstraße (Standort) | Burgruine Niederviehhausen | Mit sechsgeschossigem Bergfried aus Quadermauerwerk, romanisch, um 1200; mit Halsgraben | D-3-75-199-44 | weitere Bilder |

### Reichenstetten
| Lage                             | Objekt                 | Beschreibung                                                                                 | Akten-Nr.     | Bild                   |
| -------------------------------- | ---------------------- | -------------------------------------------------------------------------------------------- | ------------- | ---------------------- |
| Nähe Kapfelberger Weg (Standort) | Dorfkapelle Maria Hilf | Saalbau mit eingezogener Apsis und Dachreiter mit Zeltdach, bezeichnet 1831; mit Ausstattung | D-3-75-199-34 | Dorfkapelle Maria Hilf |

### Riegling
| Lage                    | Objekt                              | Beschreibung | Akten-Nr.     | Bild                                |
| ----------------------- | ----------------------------------- | --- | ------------- | ----------------------------------- |
| Ortsstraße 6 (Standort) | Katholische Nebenkirche St. Michael | Saalbau mit eingezogener Apsis und Dachreiter mit Zeltdach und Schindeldeckung, spätromanisch, 13. Jahrhundert; mit Ausstattung | D-3-75-199-35 | Katholische Nebenkirche St. Michael |

### Schneckenbach
| Lage                         | Objekt               | Beschreibung                                                             | Akten-Nr.     | Bild                 |
| ---------------------------- | -------------------- | ------------------------------------------------------------------------ | ------------- | -------------------- |
| Nähe Zechenstraße (Standort) | Wegkapelle St. Maria | Abgewalmter Satteldachbau mit verschindeltem Dachreiter, 19. Jahrhundert | D-3-75-199-36 | Wegkapelle St. Maria |

### Unteralling
| Lage                     | Objekt   | Beschreibung                                                                                  | Akten-Nr.     | Bild           |
| ------------------------ | -------- | --------------------------------------------------------------------------------------------- | ------------- | -------------- |
| Unteralling 1 (Standort) | Wohnhaus | Zweigeschossige Dreiflügelanlage mit Mansardwalmdach und Putzgliederungen, neubarock, um 1900 | D-3-75-199-37 | weitere Bilder |

### Viehhausen
| Lage                                      | Objekt                                                  | Beschreibung | Akten-Nr.     | Bild                           |
| ----------------------------------------- | ------------------------------------------------------- | --- | ------------- | ------------------------------ |
| Jurastraße (Standort)                     | Figur des hl. Johannes Nepomuk                          | Heiliger auf einer Balustersäule mit Wappen, Mitte 18. Jahrhundert von den Rosenbuschs errichtet                                                         | D-3-75-199-40 | Figur des hl. Johannes Nepomuk |
| Kirchplatz 6; Nähe Schulstraße (Standort) | Ehemaliges Schloss und Kloster (Schloss Oberviehhausen) | Jetzt Pfarrhaus, dreigeschossiger Walmdachbau mit Pilastergliederungen, Turm mit Zeltdach und Hausteinportalen, um 1700; Schlossmauer mit Portal, barock | D-3-75-199-43 | weitere Bilder                 |
| Kirchplatz 8 (Standort)                   | Katholische Pfarrkirche St. Leonhard                    | Saalbau mit eingezogener Apsis mit Flankenturm und Zwiebelhaube, neuromanisch, 1867, Umbau 1981; mit Ausstattung                                         | D-3-75-199-41 | weitere Bilder                 |

## Abgegangene Baudenkmäler
In diesem Abschnitt sind Objekte aufgeführt, die früher einmal in der Denkmalliste eingetragen waren, jetzt aber nicht mehr existieren, z. B. weil sie abgebrochen wurden. Aktennummern in diesem Abschnitt sind ehemalige, jetzt nicht mehr gültige Aktennummern.

| Lage                                              | Objekt          | Beschreibung                                                                             | Akten-Nr.     | Bild            |
| ------------------------------------------------- | --------------- | ---------------------------------------------------------------------------------------- | ------------- | --------------- |
| Bahnstrecke 5850 Regensburg – Nürnberg (Standort) | Eisenbahntunnel | Felsentor von etwa 10 Meter Länge, um 1870. Am Montag, 31. Mai 2010, 15:31 Uhr gesprengt | D-3-75-199-49 | Eisenbahntunnel |